# Ta pedia tou Pirea
Ta pedia tou Pirea (grško: "Τα Παιδιά του Πειραιά" – Otroci Pireja, angleški naslov Never on Sunday) je skladba grškega skladatelja Manosa Hadjidakisa. Prvič se je skladba pojavila v filmu Nikoli v nedeljo, tako v inštrumentalni obliki kot z besedilom, ki ga je zapela grška igralka in pevka Melina Mercouri. Pesem je v kategoriji filmske glasbe prejela oskarja leta 1961 in je postala tako prva tuja pesem s to nagrado.
Kasneje so jo posneli številni drugi glasbeniki v različnih jezikih, med drugimi:
- v grščini (pod naslovom "Τα Παιδιά του Πειραιά") poleg Meline Mercouri še  Nana Mouskouri in Pink Martini;
- v angleščini (pod naslovom Never on Sunday): The Chordettes (uvrstila se je na 13. mesto lestvice Billboard Hot 100 leta 1961[5]), Bing Crosby, Lena Horne, Doris Day, Andy Williams, Trini Lopez, The Four Seasons, Connie Francis, Julie London, Eartha Kitt, Petula Clark, Lale Andersen;
- v italijanščini (pod naslovom "Uno a te, uno a me"): Dalida, Milva, Nilla Pizzi, Isabella Fedeli.
- v francoščini (pod naslovom "Les enfants du Pirée"): Dalida, Melina Mercouri, Darío Moreno;
- v španščini (pod naslovom "Los niños del Pireo"): Dalida; pod naslovom "Nunca en Domingo":Xiomara Alfaro;
- v nemščini (pod naslovom "Ein Schiff wird kommen"): Lale Andersen,[6] Dalida, Caterina Valente, Lys Assia, Nana Mouskouri, Helmuth Brandenburg in Melina Mercouri;
- v nizozemščini (pod naslovom "Waarom ben jij nooit op zondag vrij"): Mieke Telkamp;
- v srbščini (pod naslovom "Деца Пиреја"): Lola Novaković in Ljiljana Petrović;
- v hrvaščini (pod naslovom "Nikad nedjeljom"): Ksenia Prohaska;
- v slovenščini (pod naslovom "Otroci Pireja"): Helena Blagne.